# Athroisminae
Athroisminae es una subtribu perteneciente a la subfamilia Asteroideae de la familia Asteraceae. Comprende diversos géneros.

## Descripción
Son plantas anuales o perennes con un hábitat normalmente herbáceo. Las hojas a lo largo del tallo están dispuestas de una manera alterna. Son pecioladas o sésiles y, a veces pecioladas con espinas basales. La lámina son lineales, lanceoladas u ovadas u obovadas . Las inflorescencias están compuestas de cabezas formadas por una carcasa, un receptáculo y flores pueden ser solitarios o unidas para formar inflorescencias compactas, forma o tipo de disco o paniculadas. Los recintos (contenedores de flores) se forman por las escalas (o brácteas ), y tienen una forma muy campanulata. El involucro está situado en el interior de la carcasa y en el que están las bases de las flores, están equipados con lanosidad para proteger las flores. Las flores son actinomorfas , raramente zigomorfas. Las flores, solo las femeninas son pocas o están ausentes en corola tubular. Los frutos son aquenios con vilano. La forma es comprimida y de color oscuro. El vilano de las flores fértiles está formado por una corona de tricomas o escalas connadas en la base.

## Distribución y hábitat
Los hábitats típicos de las plantas de esta sub-tribu es en los trópicos. Las especies de este grupo se distribuyen tanto en África como en Asia. La tabla siguiente destaca las áreas particulares de distribución de los distintos géneros de la subtribu.

## Géneros
La subtribu comprende 3 géneros y alrededor de 28 especies. 

| Géneros                            | N. de especies                                | Distribución                                                                          |
| ---------------------------------- | --------------------------------------------- | ------------------------------------------------------------------------------------- |
| Athroisma DC., 1833                | 12 spp.                                       | África (parte continental y Madagascar), Asia (India, Indonesia )                     |
| Blepharispermum Wight ex DC., 1834 | 15 spp.                                       | África (parte continental y Madagascar) y Asia (península arábiga, India y Sri Lanka) |
| Leucoblepharis Arnott, 1838        | 1 sp. Leucoblepharis subsessilis (DC.) Arnott | India                                                                                 |